# Jewish Defense League
Jewish Defense League (skrót. JDL) – prawicowa, rasistowska, ksenofobiczna, antyarabska, antykomunistyczna i paramilitarna organizacja żydowska założona w 1968 roku w Stanach Zjednoczonych przez rabina Me’ira Kahanego. Przez FBI została uznana za organizację terrorystyczną i ekstremistyczną, a przez Southern Poverty Law Center za grupę nienawiści (ang. hate group).  
Pierwotnym celem organizacji było ochrona społeczności żydowskiej w Stanach Zjednoczonych przed antysemickimi atakami, głównie ze strony Afroamerykanów. Następnie JDL zaangażowała się w działania przemocowe, m.in. ataki oraz zamachy bombowe na przedstawicielstwa dyplomatyczne, organizacje lub przedsiębiorstwa związane z państwami bloku wschodniego i państwami arabskimi, ataki na grupy neonazistowskie i osoby oskarżane przez organizację o antysemityzm. 
Jewish Defense League była aktywna w Danii, Holandii, Izraelu, Kanadzie, Niemczech, Republice Południowej Afryki, Stanach Zjednoczonych, Szwecji czy Wielkiej Brytanii. Aktywnie działa we Francji jako Ligue de défense juive. Również w Polsce pojawiło się środowisko identyfikujące się jako Jewish Defense League Poland.  

## Historia

### Tło powstania
Lata 60. XX wieku były okresem społecznych protestów i niepokojów. W 1968 roku Afroamerykanie protestowali w ok. 168 miastach w związku z zabójstwem Martina Luthera Kinga. Również uniwersyteckie kampusy stały się miejscami napięć rasowych i politycznych. Na wspomniane niepokoje nakładały się napięcia ekonomiczne pomiędzy Afroamerykanami, Latynosami i Białymi. Do konfliktów zaczęło dochodzić również na linii Afroamerykanie-Żydzi. Ci pierwsi zarzucali drugim porzucenie długoletniego sojuszu w walce o prawa obywatelskie. Bardziej radykalni oskarżali żydowskich przedsiębiorców o stosowanie wyzysku ekonomicznego wobec czarnoskórych mieszkańców wielkomiejskich gett. Stokely Carmichael skrytykował syjonizm jako ideologię rasistowską. Z kolei biedniejsi Żydzi, m.in. z Brooklynu, oskarżali bogatych amerykańskich Żydów o zbytnie wspieranie społeczności afroamerykańskiej i ruchów liberalnych, kosztem społeczności żydowskiej. Doprowadzało to do konfliktów ekonomiczno-etnicznych pomiędzy Afroamerykanami i Żydami. W Nowym Jorku napięcia te objawiały się na gruncie edukacji. Afroamerykanie występowali przeciw nauczycielskim związkom zawodowym, w których większość stanowili Żydzi, domagali się przyznania większej kontroli nad lokalnymi szkołami oraz chcieli większego otwarcia na ludność czarnoskórą w sektorze publicznym.
Me’ir Kahane wraz ze znajomym Josephem Churbą, który również był prawicowym syjonistą, w latach 60. pracowali dla FBI w celu infiltracji John Birch Society i zdobywania informacji na temat finansowania organizacji. W 1965 roku Kahane z Churbą utworzyli prawicowy think tank (Consultant Research Associates) w celu promowania celów wojny w Wietnamie wśród amerykańskich Żydów. W tym samym roku powołali do życia July Fourth Movement, aby na amerykańskich kampusach zyskiwać poparcie dla działań Amerykanów w Wietnamie. Kahane pracował również jako dziennikarz w „The Jewish Press”, gdzie w swoich artykułach atakował liberalnych Żydów za brak poparcia dla wysiłku wojennego Stanów Zjednoczonych. Kahane postanowił wykorzystać swoje doświadczenie we współpracy z FBI, talent oratorski oraz napięcia pomiędzy Żydami i Afroamerykanami. Uznał, że „czarny antysemityzm” zagraża społeczności żydowskiej w kraju, jej dumie i sile, a przede wszystkim tym, którzy byli za starzy lub za biedni, aby wyjechać do Izraela. W „The Jewish Weekly” Kahane publikował historie, w których Afroamerykanie i Latynosi przedstawiani byli jako zagrożenie dla nowojorskich Żydów. 
W maju 1968 roku Kahane, Bertram Zweibon i Morton Dolinsky postanowili założyć organizację Jewish Defense League, która chroniłaby żydowskie wspólnoty i osiedla przed atakami Afroamerykanów, a także Amerykę przed atakami różnych grup ekstremistycznych, w tym komunistów. Mottem JDL stały się słowa „Never Again”. Miało ono oznaczać, że jeśli kiedykolwiek dojdzie do ponownego prześladowania Żydów, to nie skończy się ono bezbronną postawą i Holokaustem.

### Działalność
JDL organizowała dla swoich członków specjalne obozy szkoleniowe, podczas których uczyli się oni obsługi broni palnej, sztuk walki, produkcji koktajli Mołotowa czy bomb. Szkolenia te prowadzone były przez opłaconych specjalistów, w tym przez byłych wojskowych . Organizacja miała również dostęp do prasy, ponieważ Kahane pisał artykuły w gazecie „The Jewish Press”, której redaktor naczelny udzielał wsparcia rabinowi. Organizacja skupiała różne środowiska: studentów jesziw i amerykańskich uniwersytetów, weteranów wojny w Wietnamie żydowskiego pochodzenia, wykładowców, byłych oficerów służb specjalnych czy byłych więźniów obozów koncentracyjnych. Poparcia JDL udzielali także aktor Jackie Mason, przedsiębiorca Reuben Matteus czy piosenkarz Kinky Friedman .
Początkowo Jewish Defense League skupiała się na starciach z grupami Afroamerykanów, w szczególności z Czarnymi Panterami, rzekomo w celu ochrony społeczności żydowskiej. Podczas tych działań wykorzystywano wielokrotnie metalowe rurki, kije baseballowe, łańcuchy i inne przedmioty. Napięcia żydowsko-afroamerykańskie były podsycane przez FBI, która w anonimowy sposób informowała Kahanego o antysemityzmie Czarnych Panter. Służba oceniała, że w tamtym czasie JDL, w przeciwieństwie do organizacji zrzeszających Afroamerykanów, nie stanowiła zagrożenia dla amerykańskiego systemu politycznego i można ją wykorzystać do zwalczania afroamerykańskich grup nienawiści.
W latach 70. JDL rozpoczęła działalność antyradziecką ze względu na sposób, w jaki traktowani byli Żydzi w Związku Radzieckim. W celu zmiany antysemickiej polityki komunistów podjęto różne działania przeciw powiązanym z ZSRR lub państwami bloku wschodniego instytucjom i organizacjom w Stanach Zjednoczonych. Do działań tych organizacja została prawdopodobnie zainspirowana przez Ge’ulę Kohen i oddelegowaną przez Mosad grupę specjalistów. W 1972 roku na głowę radzieckiego dyplomaty Alexandra Jewstafjewa wylano krew podczas uroczystości zorganizowanej przez American University. Zażądano także, aby władze ZSRR zwolniły wszystkich tzw. więźniów sumienia i zezwoliły Żydom na emigrację do Izraela. W 1975 roku rozpoczęto kampanię prześladowania i nękania dyplomatów, a także ich rodzin, którzy zagłosowali w ONZ za Rezolucją nr 3379, która stwierdzała, że syjonizm jest przejawem rasizmu i dyskryminacji. Wśród atakowanych byli przedstawiciele Polski, ZSRR i Indii. Przeprowadzano zamachy bombowe na biuro Aerofłotu, radzieckie sklepy i instytucje kulturalne czy siedzibę Komunistycznej Partii Stanów Zjednoczonych. W 1976 roku przed Konsulatem Generalnym PRL w Nowym Jorku wybuchła podłożona przez JDL bomba. Organizowano także protesty przed Przedstawicielstwem ZSRR przy ONZ czy zakłócano wydarzenia z udziałem przedstawicieli ze Związku Radzieckiego (np. użycie granatów dymnych podczas występu orkiestry z ZSRR w Carnegie Hall). Antyradziecka działalność JDL była na tyle zauważalna, że administracja Richarda Nixona obawiała się, że może mieć negatywny wpływ na negocjacje dotyczące Strategic Arms Limitation Treaty (II).

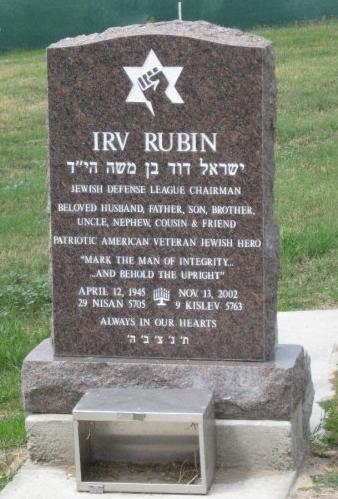
Macewa Irva Rubina w Los Angeles.

JDL podejmowała ponadto działania antyarabskie. Już w 1969 roku bojówkarze JDL włamali się do siedziby Organizacji Wyzwolenia Palestyny (OWP) w Nowym Jorku, z której wykradli archiwa, w tym listy osób popierających OWP w Stanach Zjednoczonych. Pozwoliło to na nawiązanie kontaktów pomiędzy JDL a izraelskimi służbami specjalnymi. W 1970 roku dwóch członków organizacji zostało aresztowanych za chęć porwania samolotu jednej z arabskich linii lotniczych. W 1978 roku, w trakcie izraelsko-egipskich rozmów pokojowych, działacz organizacji został skazany za zamachy bombowe na 11 „celów dyplomatycznych” powiązanych z Egiptem. W 1985 roku JDL przeprowadziła dwa zamachy bombowe na siedziby American-Arab Anti-Discrimination Committee (ADC) w Bostonie i Santa Ana. W tym drugim zginął Alex Odeh a rannych zostało siedem osób. W tym samym roku doszło do podpalenia budynku ADC w Waszyngtonie . Ponadto członkowie JDL stali za kampanią nienawiści wobec Arabów . W 1995 roku Michael Fitzpatrick z Jewish Defense League został wynajęty do przeprowadzenia zamachu w ramach wewnętrznych sporów w ruchu Naród Islamu. W 2002 roku przewodniczący JDL Irv Rubin został oskarżony o planowanie ataku na King Fahd Mosque w Culver City; zmarł w wyniku powikłań po próbie samobójczej.
Organizacja działała przeciwko neonazistom, organizacjom amerykańsko-niemieckim, a nawet byłym nazistom . Działacze kanadyjskiego i amerykańskiego JDL byli wielokrotnie skazywani za podkładanie bomb pod domy neonazistów. W odniesieniu do ataków na byłych nazistów można podać przykłady terroryzowania Boļeslavsa Maikovskisa (jego dom stał się też obiektem zamachu bombowego w 1981 roku) lub rok 1985, kiedy przeprowadzono dwa zamachy bombowe na osobach oskarżonych o zbrodnie nazistowskie w trakcie II wojny światowej: Tscherimie Soobzokovie (członku Waffen-SS) i Elmarsie Sprogisie (oficerze łotewskiej policji) . W Stanach Zjednoczonych członkowie organizacji przeprowadzali naloty na neonazistowskie wiece, zbiórki i spotkania, nawołując jednocześnie do zabijania osób identyfikujących się z American Nazi Party. Dwukrotnie, w 1980 i 1981 roku, zaatakowali oni przed siedzibą NBC jednego z przywódców amerykańskich neonazistów Harolda Covingtona. Działacze JDL w 1984 roku podpalili siedzibę organizacji Institute for Historical Review, znanej z negowania Holokaustu . Dochodziło również do sytuacji, w których wśród amerykańskich neonazistów werbowano informatorów . 
Aktywność organizacji osłabła po tym, jak w 1990 roku w Nowym Jorku Kahane został zastrzelony przez islamskiego ekstremistę. Ponadto do spadku popularności JDL przyczyniła się gloryfikacja masakry w Grocie Patriarchów w Hebronie w 1994 roku dokonanej przez Barucha Goldsteina, radykała, który był członkiem Jewish Defense League zanim wyemigrował do Izraela.

## JDL poza Stanami Zjednoczonymi
Oficjalna strona JDL podawała, że organizacja swoje oddziały posiadała także w Danii, Holandii, Niemczech, Republice Południowej Afryki, Szwecji czy Wielkiej Brytanii.

### Izrael
W 1971 roku JDL otworzyła swój oddział w Izraelu w Jerozolimie, aby „przeciwdziałać rozłamowi w narodzie Izraela”. Rok później organizacja brała udział w przemycie broni do Europy, na fali zamachu na izraelskich sportowców w Monachium. Przemyt ujawniono dopiero po przechwyceniu piątej skrzyni broni, każda ważyła 45 kg. Kahane twierdził, że broń ma wspomóc walkę z „arabskim terroryzmem”. Osoby zaangażowane w przemyt zostały skazane na kary więzienia w zawieszeniu. W 1973 roku Sąd Rejonowy w Jerozolimie skazał dziewięciu członków organizacji za zniszczenie chrześcijańskich kościołów i instytucji misyjnych w mieście. W następnym roku wyszła na jaw sprawa posiadania przez organizację ładunków wybuchowych, które pozyskano od żołnierza Armii Obrony Izraela. W kwietniu 1984 roku zatrzymano działaczy JDL za ostrzelanie arabskiego autobusu. W jej wyniku nikt nie zginął, ale zatrzymanych oskarżono także o liczne podpalenia w Jerozolimie i Hebronie. 
W 1971 roku Kahane założył w Izraelu ekstremistyczną, narodowo-religijną partię Kach, z której ramienia zasiadał w Knesecie w latach 1984–1988, jako jedyny jej przedstawiciel. W 1988 roku uznano, że partia nawołuje do rasizmu i nałożono na nią zakaz startu w wyborach parlamentarnych. Po śmierci Kahanego ugrupowanie podzieliło się na Kach i Kahane Chaj. Decyzję o zakazie startu w wyborach podtrzymano przed wyborami 1992 roku. Dwa lata później obie partie zostały uznane za organizacje terrorystyczne i zdelegalizowane.  

Logo JDL i Kach w Jerozolimie
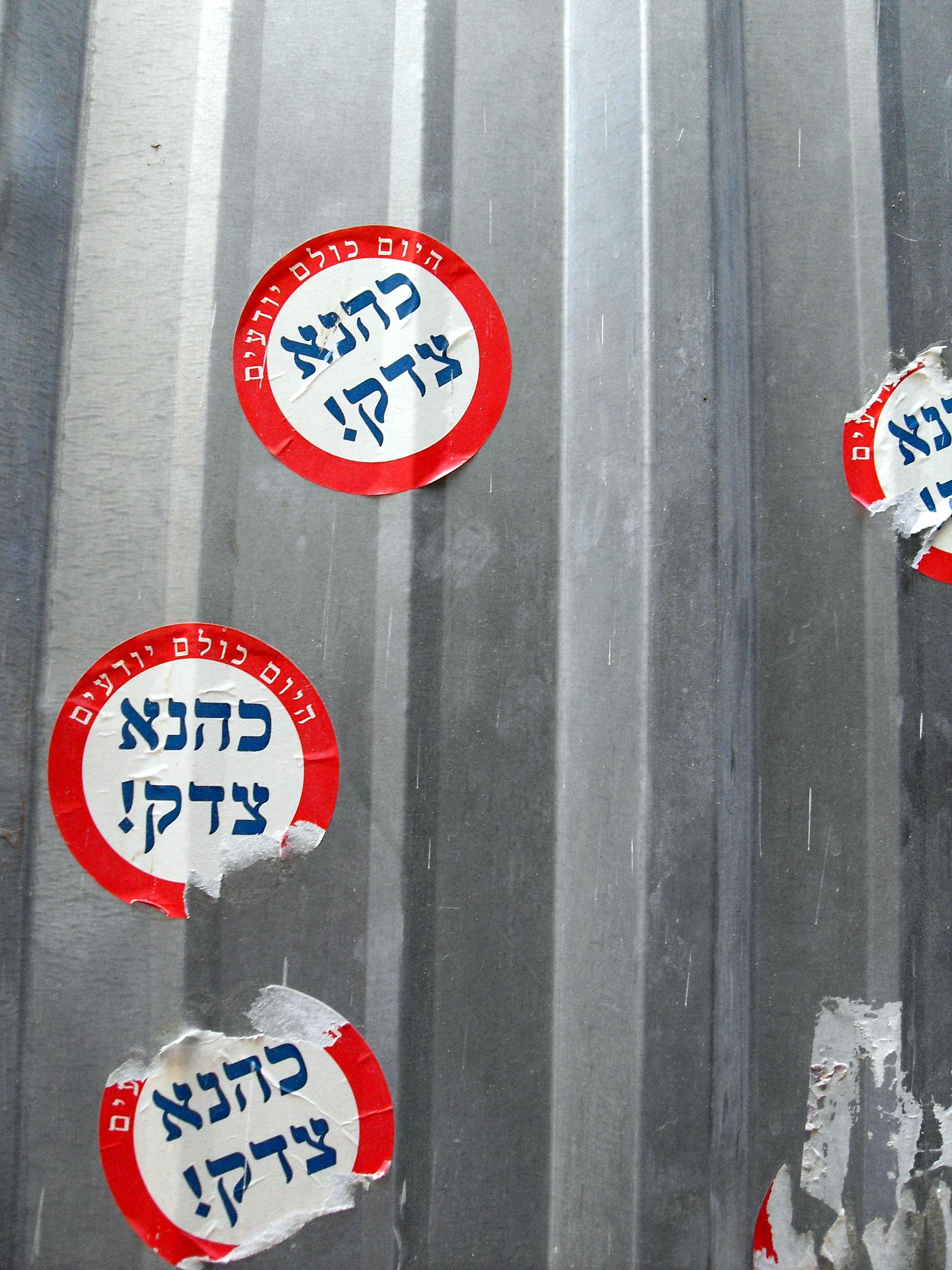
Wlepki z napisem „Dzisiaj wszyscy wiedzą, Kahane miał rację!”

### Kanada
Jewish Defense League działała od 1978 roku w Kanadzie. Jednak jej aktywność nie była aż tak ekstremistyczna, jak miało to miejsce w Stanach Zjednoczonych. Jej aktywność przejawiała się poprzez pobicia, organizację protestów antyarabskich lub kontrmanifestacji, wieców poparcia dla Izraela czy współpracy z English Defence League . W 2021 roku długoletni działacz JDL w Kanadzie Meir Weinstein ogłosił zakończenie swojej aktywności w organizacji i powołanie do życia nowej o nazwie Israel Now . Jej antyarabska, a w szczególności antypalestyńska, aktywność nasiliła się po ataku Hamasu na Izrael w październiku 2023 roku.

### Francja
Organizacja we Francji funkcjonuje pod nazwą Ligue de défense juive (LDJ) od 2001 roku, jednak jej członkowie zaprzeczają jakoby powiązani byli z amerykańskim JDL. Francuską organizację założył Pierre Lurçat, który w trakcie studiów należał do Betaru. Według doniesień organizacja utrzymywała kontakty z narodowo-religijną Unią Narodową oraz prawicowymi Likudem i Naszym Domem Izrael. Członkami ruchu były osoby skupione wokół kilku klubów krav magi . Lurçat twierdził, że Żydzi są we Francji zagrożeni, a sytuacji tej winne są francuskie władze, które szerzą dezinformację na temat Izraela. Członkowie LDJ zaangażowani są w działania antypalestyńskie, organizację kontrmanifestacji, mowę nienawiści, pobicia, a także podkładanie ładunków wybuchowych domowej roboty. Jak przyznaje kierownictwo organizacji, działa ona w celu ochrony francuskich Żydów przed antysemityzmem  . W 2011 roku LDJ organizowała wyjazd członków w celu ochrony osiedli żydowskich na Zachodnim Brzegu . W 2014 roku postulowano delegalizację organizacji  . W 2018 roku członkowie LDJ brali udział w marszu Frontu Narodowego, podczas którego doszło do bójki z udziałem LDJ i organizacjami lewicowymi .

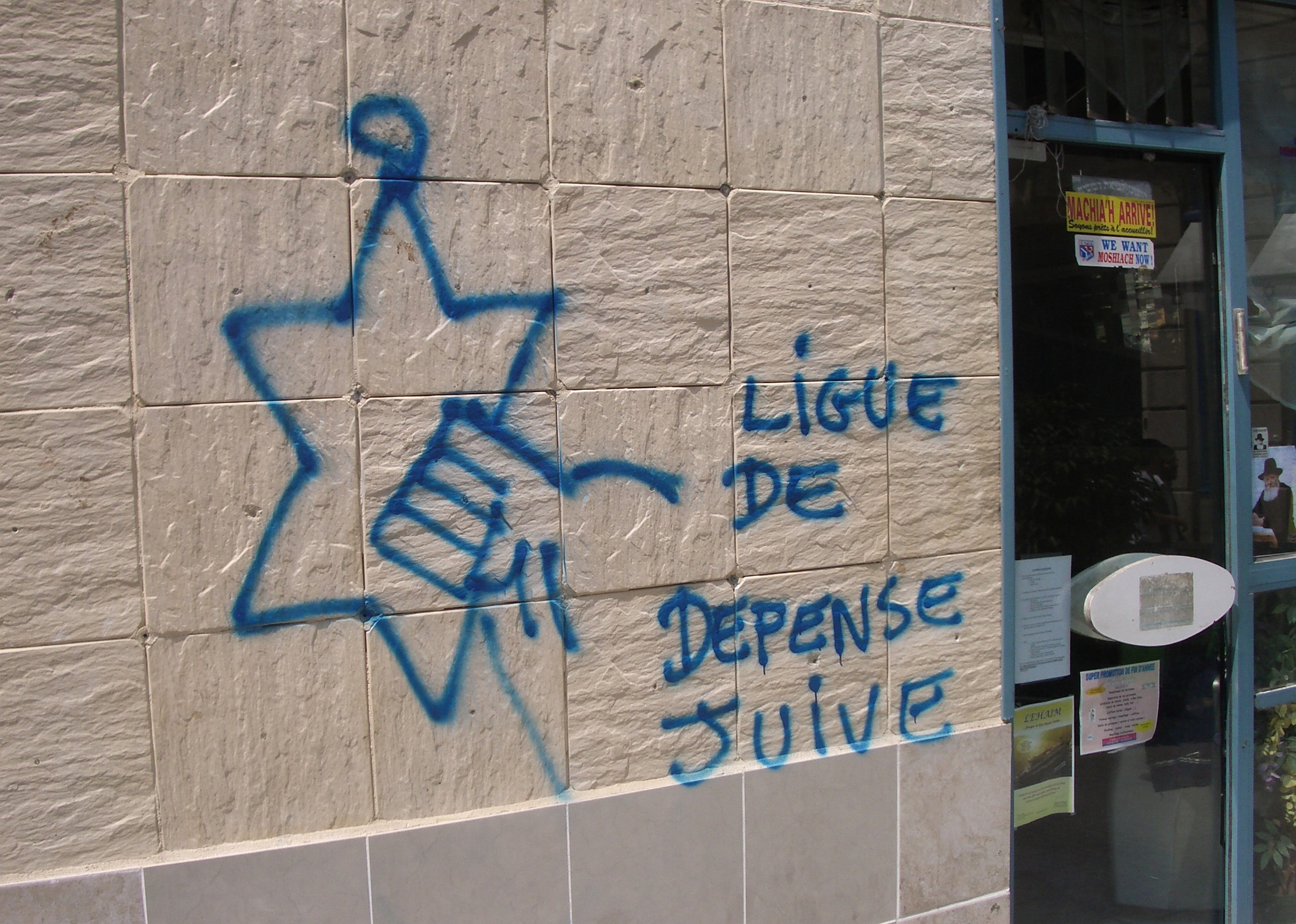
Napis na murze wykonany przez Ligue de défense juive (LDJ)
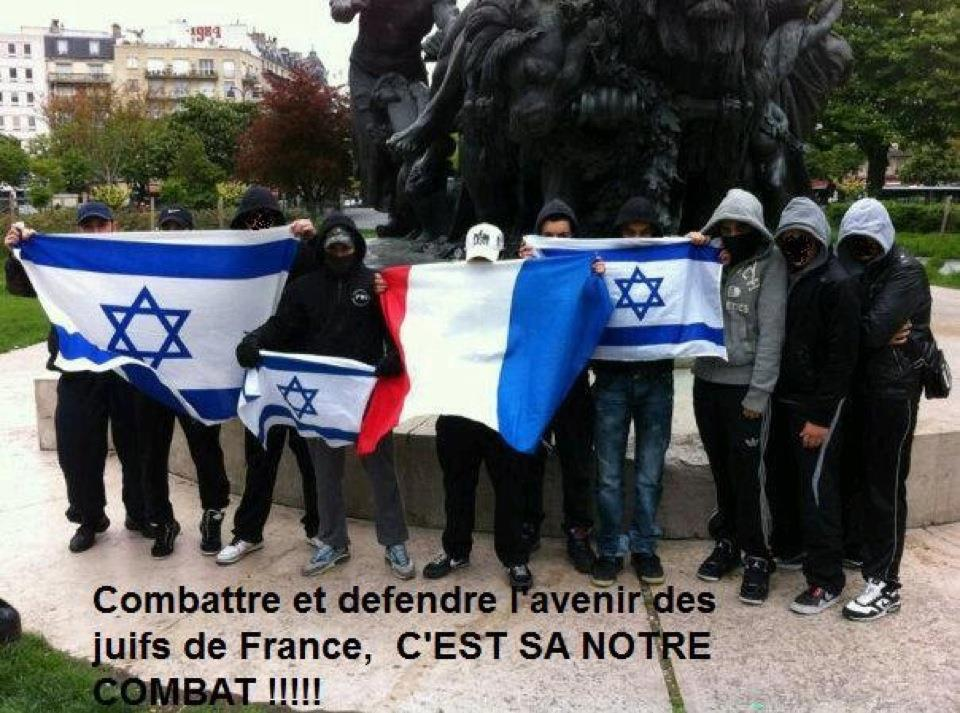
Członkowie Ligue de défense juive (LDJ)

### Polska
W II dekadzie XXI wieku w Polsce w mediach, szczególnie tych związanych z polską prawicą, goszczony był Eli Zolkos, który podawał się za działacza Jewish Defense League w Polsce oraz asystenta rabina Michaela Schudricha. W tym drugim wypadku okazało się, że jest to informacja nieprawdziwa. W programach krytykował George’a Sorosa i przekonywał o tym, iż Polska jest pozytywnie odbierana przez Izraelczyków.